# Tomba de Jesús
 

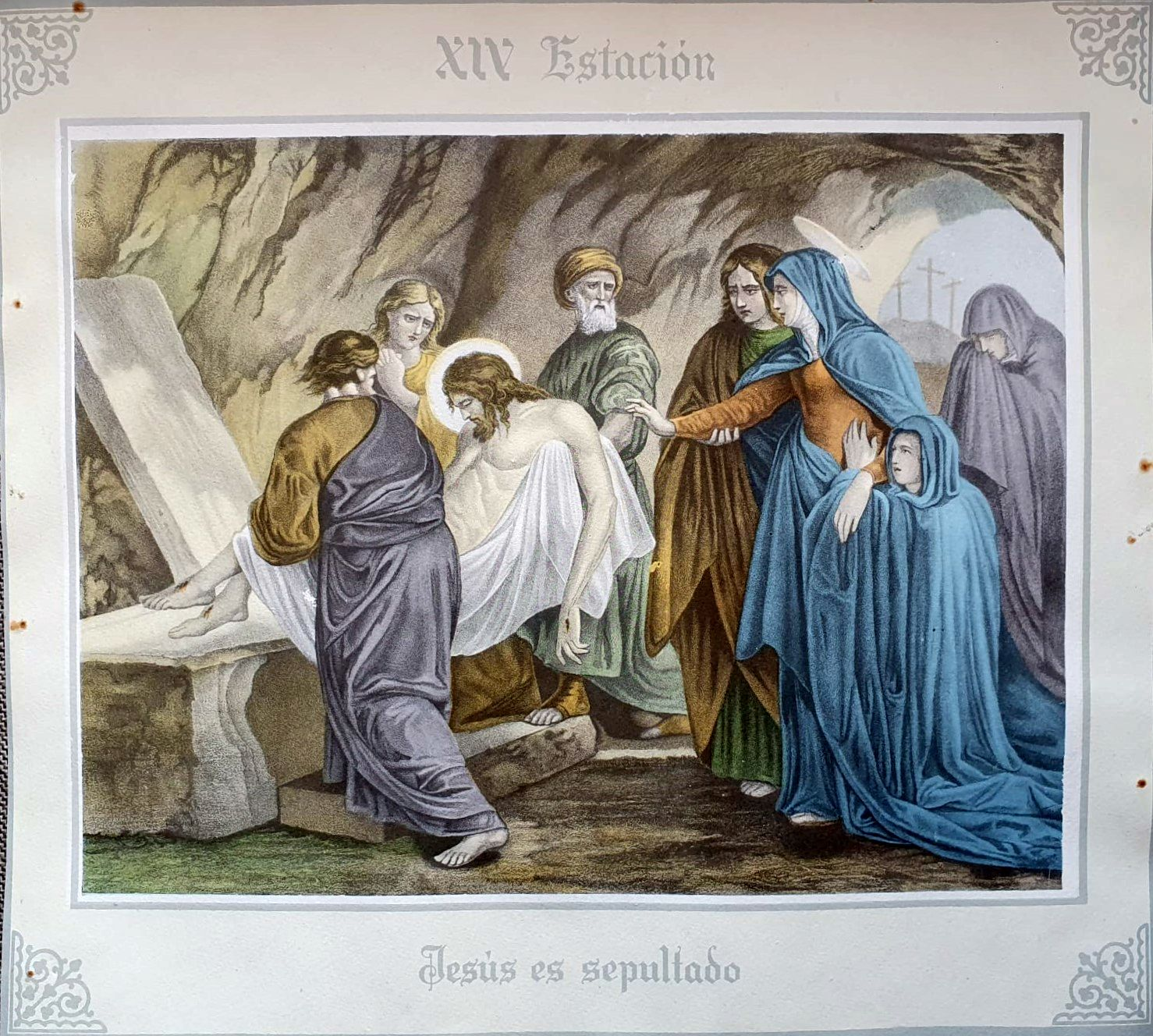
Jesús és deixat a la tomba i cobert d'encens. Estació 14 del Via Crucis de l'Església de Nostra Senyora de l'Assumpció (Villamelendro de Valdavia)

La tomba de Jesús fa referència als llocs on es creu que Jesús va ser sepultat o enterrat.

## Església del Sant Sepulcre

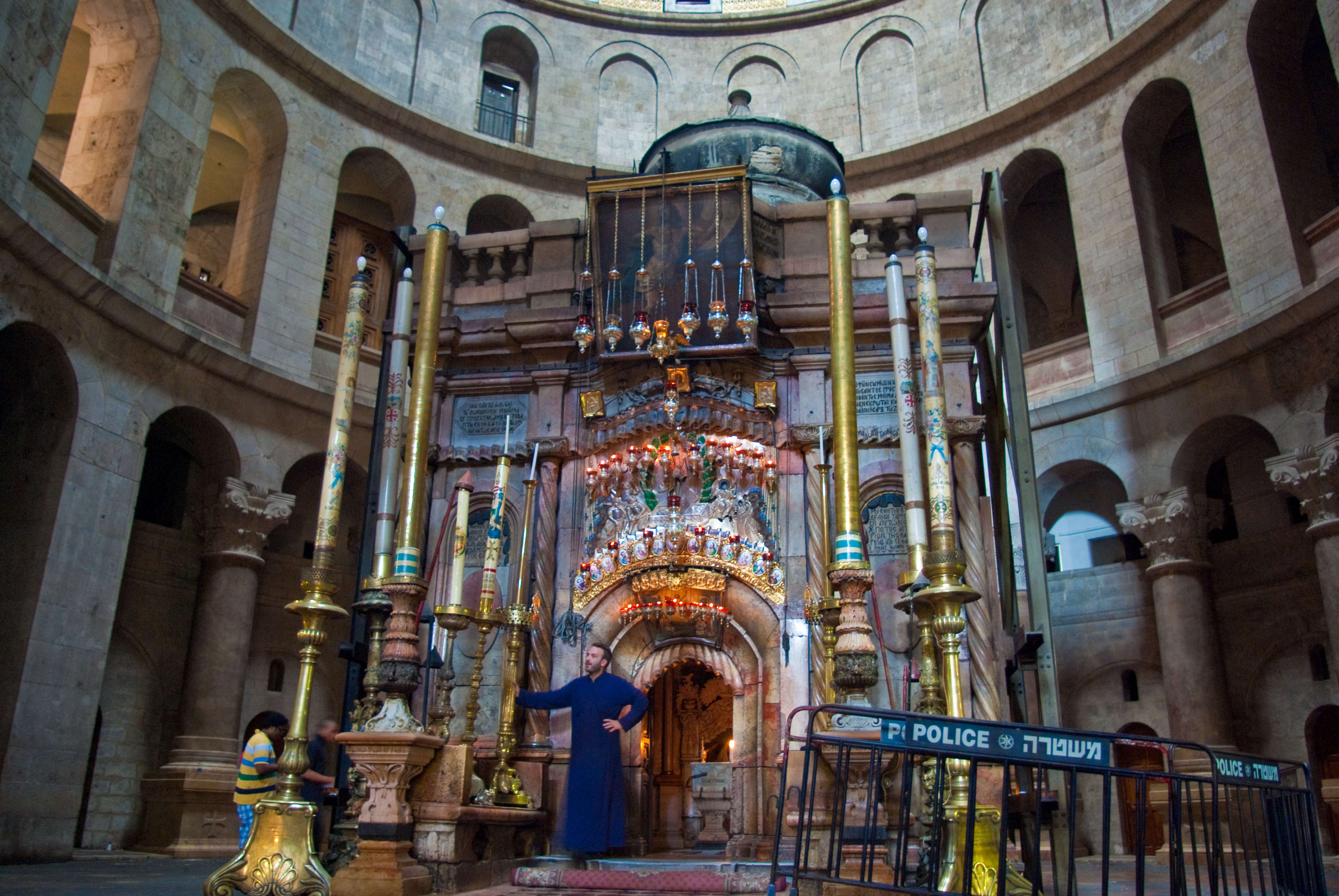
Tomba de Jesús a l'església del Sant Sepulcre, Jerusalem

L'església del Sant Sepulcre és un temple al barri cristià de la Ciutat vella de Jerusalem. Conté, segons tradicions que es remunten al segle IV, els dos llocs més sagrats del cristianisme: el lloc on Jesús va ser crucificat, en un lloc conegut com a Calvari o Gòlgota, i la tomba buida de Jesús, on els cristians creuen hauria sigut enterrat i ressuscitat.
La coberta de marbre que protegeix la llosa de pedra calcària original sobre la qual es pensava que va posar Jesús per Josep d'Arimatea s'havia retirat temporalment per a la seva restauració i neteja el 26 d'octubre de 2016, com a resultat que es va revelar la llosa original per primer cop des de 1555

## Evangeli de Pere
Al text apòcrif conegut com a Evangeli de Pere, la tomba de Jesús s'anomena "jardí de Josep".

## Ubicacions alternatives

### La Tomba del Jardí

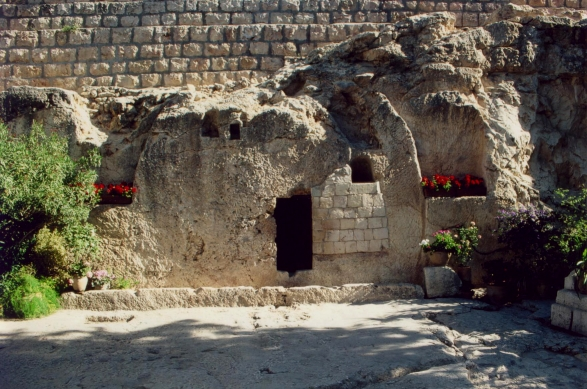
La Tomba del Jardí de Jerusalem

La Tomba del Jardí és una tomba excavada a la roca a Jerusalem, que va ser descoberta l'any 1867 i alguns protestants la consideren la tomba de Jesús. La tomba ha estat datada per l'arqueòleg israelià Gabriel Barkay als segles VIII-VII aC.

### Tomba de Talpiot
La Tomba de Talpiot (o de Talpiyot) és una tomba excavada a la roca descoberta l'any 1980 al barri de Talpiot Est, a cinc quilòmetres (tres milles) al sud de la Ciutat Vella a Jerusalem Est. Contenia deu ossaris, sis inscripcions amb epígrafiques, inclòs un interpretat com " Yeshua bar Yehosef " ("Jeshua, fill de Josep"), encara que la inscripció és parcialment il·legible, i la seva traducció i interpretació és a bastament discutida. Els estudiosos creuen àmpliament que el Jesús de Talpiot (si aquest és el seu nom) no és Jesús de Natzaret, sinó una persona amb el mateix nom, ja que sembla tenir un fill anomenat Judes (enterrat al seu costat) i la tomba mostra signes de pertinença a una família rica de Judea, mentre que Jesús de Natzaret provenia d'una família galileana de classe baixa.

### Roza Bal

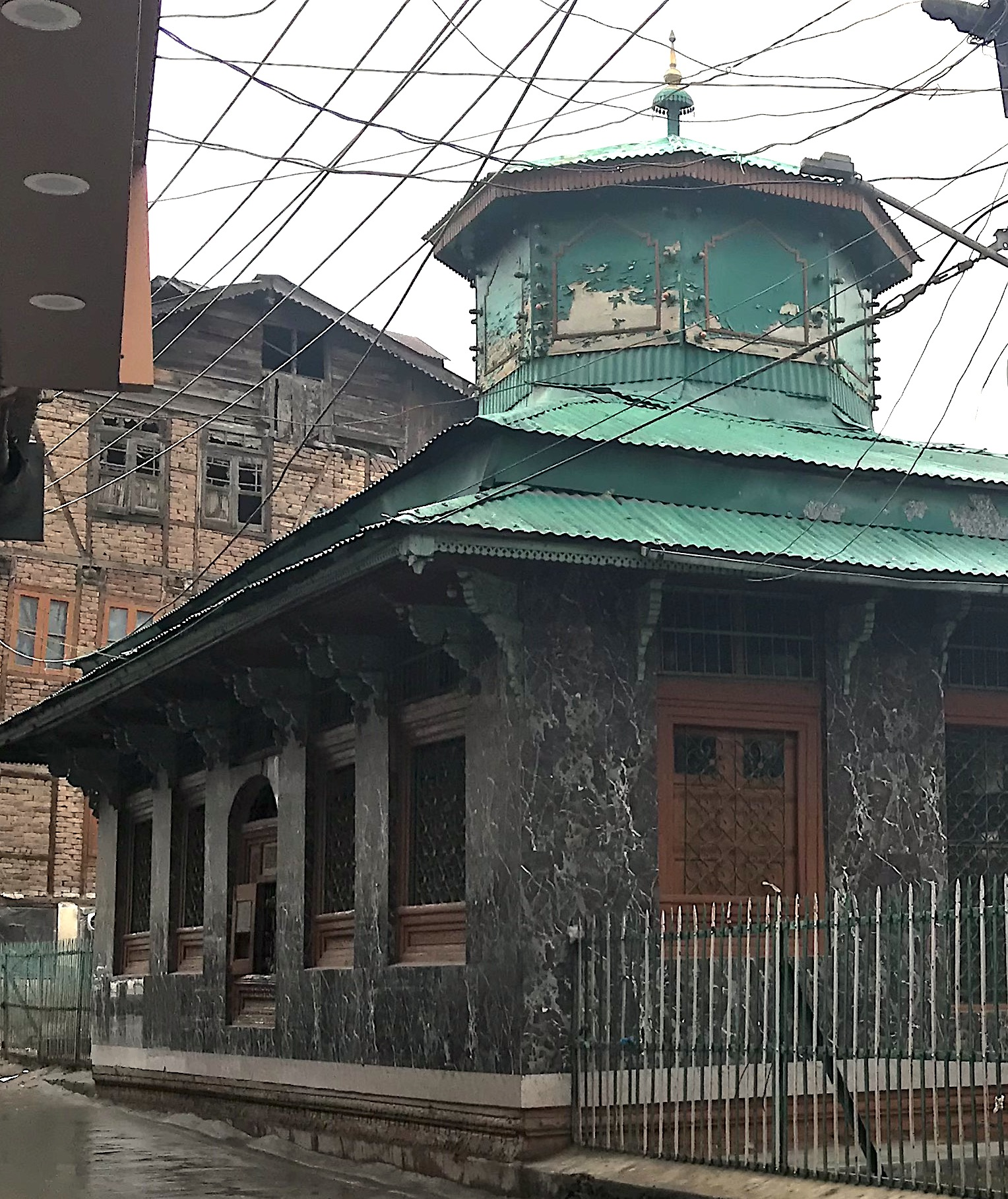
Santuari de Roza Bal a Srinagar, Caixmir

El Roza Bal és un santuari al barri de Khanyar al centre de Srinagar al Caixmir. La paraula roza significa tomba i el mot bal significa lloc. Els locals creuen que aquí hi ha enterrat un savi, Yuzasaf (o també Yuz Asaf o Youza Asouph), al costat d'un altre home sant musulmà, Mir Sayyid Naseeruddin.
El santuari era relativament desconegut fins que el fundador del moviment ahmadia, Mirza Ghulam Ahmad, va afirmar el 1899 que en realitat és la tomba de Jesús. Aquesta visió és mantinguda pels àhmadis avui, encara que és rebutjada pels cuidadors sunnites locals del santuari, un dels quals va dir que "la teoria que Jesús és enterrat a qualsevol altre lloc de la faç de la terra és blasfema per a l'islam".

### Kirisuto no haka

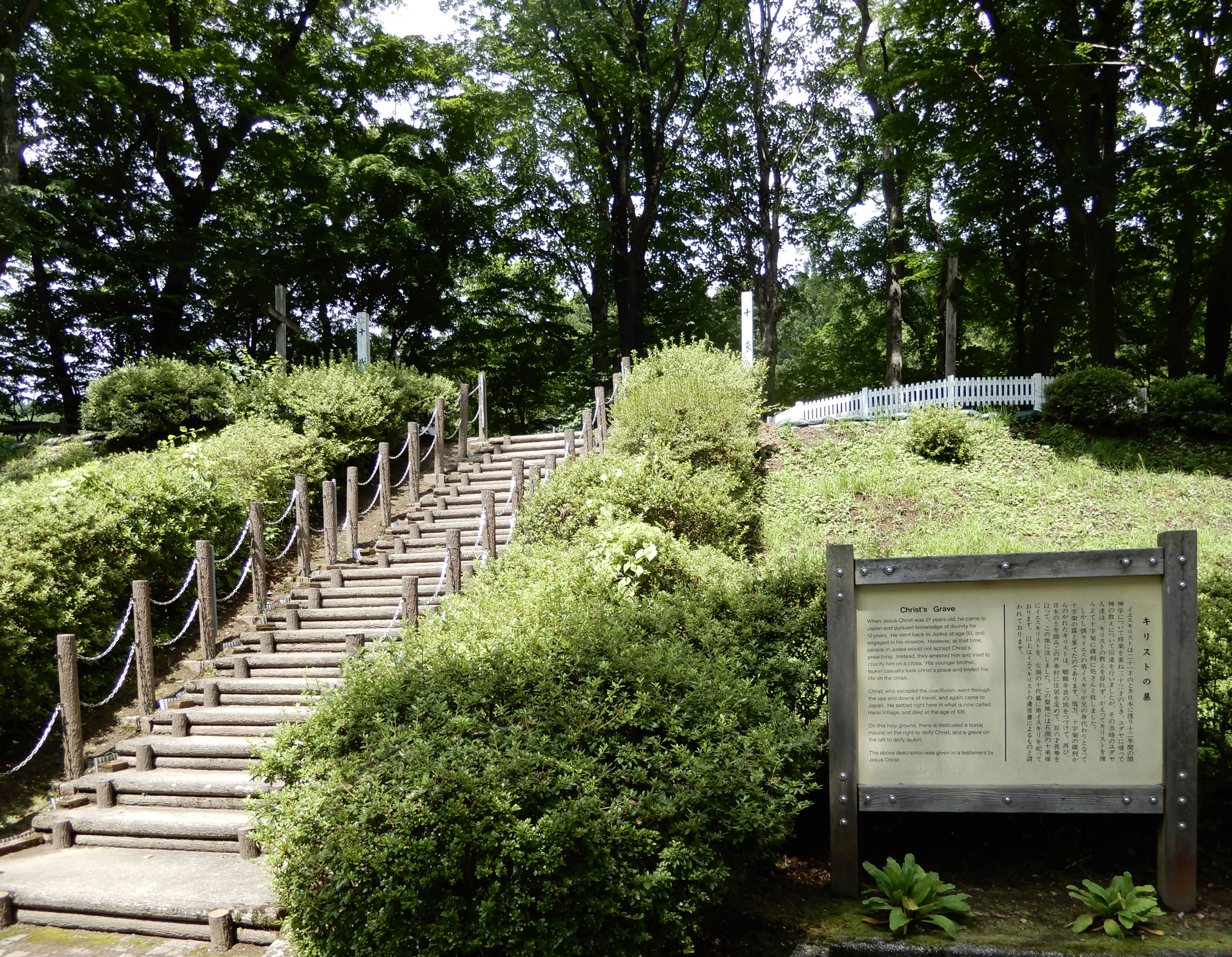
Presumpta tomba de Jesús al poble de Shingo

El poble de Shingō al Japó conté una altra ubicació del que suposadament va ser l'últim lloc de descans de Jesús, l'anomenada "Tomba de Jesús" (Kirisuto no haka), i la residència dels últims descendents de Jesús, la família de Sajiro Sawaguchi. Segons les afirmacions de la família Sawaguchi, Jesucrist no va morir a la creu del Gòlgota. En canvi, el seu germà, Isukiri, va ocupar el seu lloc a la creu, mentre Jesús va fugir travessant Sibèria cap a la Província de Mutsu, al nord del Japó. Un cop al Japó, va canviar el seu nom a Torai Tora Daitenku, es va convertir en un agricultor d'arròs, es va casar amb una japonesa de vint anys anomenada Miyuko i va criar tres filles a prop del que avui és Shingō. Mentre estava al Japó, s'afirma que va viatjar, va aprendre i, finalment, va morir als 106 anys. El seu cos va estar exposat al cim d'un turó durant quatre anys. Segons els costums de l'època, els ossos de Jesús van ser recollits, empaquetats i enterrats al túmul que es pretenia ser la tomba de Jesucrist.